# Невинність мусульман
«Невинність мусульман» (англ. Innocence of Muslims) — антиісламський фільм, знятий у США у 2011—2012 роках, про життя пророка Мухаммеда. Вихід фільму в мережі Інтернет викликав хвилю невдоволення й протестів в ісламському світі, у тому числі напади на посольства та консульства США у кількох країнах Близького Сходу.

## Відомості про фільм
Зйомки фільму закінчилися у 2011 році. У липні 2012 року автор завантажив його частини до мережі Youtube. Два 13-хвилинні уривки з фільму оприлюднив Сем Бейсіль на сайті YouTube 1 і 2 липня 2012 року. 4 вересня з'явилася дубльова версія арабською мовою, що суттєво збільшила кількість глядачів. 8 вересня вийшов двохвилинний огляд фільму єгипетською ісламістської Al-Nas ТБ.
Фільм розповідає про життя пророка Мухаммеда в образливій формі, зображуючи його водночас бабієм та гомосексуалом і «повним ідіотом». Також у фільмі робляться натяки на те, що Мухаммед був позашлюбною дитиною.
Чи існує сам фільм поза оприлюдненими трейлерами невідомо, публічних показів не було.
Продюсером фільму «Невинність мусульман» був названий єгиптянин-копт Накула Басела Накула, який користувався псевдонімом Сем Бейсіль. За даними медіа, продюсер фільму стверджував, що отримав 5 мільйонів доларів на зйомку фільму від близько сотні єврейських спонсорів, які побажали залишитися невідомими. Створення фільму пов'язували також з ім'ям флоридського євангелістського пастора Террі Джонса, відомого публічним спаленням Корану.
Накула виявився дрібним підприємцем, власником бензоколонки, який в минулому вже намагався видавати себе за інших людей і навіть був засуджений в США до 21 місяця в'язниці за звинуваченням у банківському шахрайстві. Відсидівши близько року, він був достроково звільнений з умовою, що не зможе користуватися ніякими іменами або псевдонімами, не погодивши це з наглядачем-експертом.
Після публікації трейлера і наступних масових протестів 14 вересня Накула залишив свій будинок в передмісті Лос-Анджелеса, оскільки побоювався за своє життя. Через кілька днів будинок залишили і його родичі, Накулу і його сім'ю взяли під захист поліції. Але 27 вересня 2012 Накула був заарештований каліфорнійською поліцією за порушення умов умовно-дострокового звільнення, на якому він перебував з 2010 року. Умовою звільнення була заборона на доступ до інтернету і на використання псевдонімів без спеціального дозволу поліції. У листопаді 2012 каліфорнійський суд засудив Накулу Бесслі Накулу, справжнє ім'я якого Марк Бесслі Юсуф, до року в'язниці за порушення правил умовно-дострокового звільнення. Він, як встановило слідство, неодноразово порушував заборону на використання псевдонімів, в тому числі і в ході роботи над фільмом, а також проігнорував вимогу не користуватися інтернетом. Всього Марку Бесслі Юсуфу були пред'явлені звинувачення за вісьмома пунктами, свою провину він визнав лише за чотирма пунктами.
Більшість учасників, актори і режисер, запевняють, що на зйомки їх заманили обманом. Після виходу «Невинності» 79 учасників зйомок в офіційному листі заявили, що в 2011 році вони знімалися в низькобюджетному пригодницькому фільмі «Воїн пустелі» («Desert Warrior», в ліцензійних документах компаній картина дійсно фігурує під цією назвою) і в сценарії не було ані слова про пророка Мухаммада. Основна спеціальність 65-річного режисера Алана Робертса — еротичні фільми, серед найвідоміших його робіт — фільми «Весела повія їде в Голлівуд» та «Поліцейський-каратист». Одна з актрис запевняє, що у героїв фільму були звичайні імена — наприклад, Джордж і Гілларі, а в Мухаммеда і його дружину Хадиджу вони перетворилися вже на стадії пост-продакшну.
Актриса Сінді Лі Гарсія, яка зіграла одну з другорядних ролей у фільмі «Невинність мусульман», подала позов до Верховного суду Лос-Анджелеса проти порталу Youtube та продюсера стрічки Накули Бесслі Накули з вимогою компенсації за моральну шкоду і введенням заборони на ролик в мережі Інтернет. У позовній заяві, зокрема, наголошується, що «ролик в його нинішньому вигляді представляє смертельну загрозу для неї і її близьких». Крім того, актриса заявила, що стала жертвою шахраїв і пережила колосальний стрес.
Трейлер до фільму, який потрапив до інтернету, зображує іслам як релігію шахраїв, насичену ненавистю до невіруючих. Фільм глузливо зображує пророка Мухаммеда як бабія, розбещувача дітей та безжалісного вбивцю. Як стало відомо пізніше, актори, які знімалися у фільмі скаржились, що їх ввели в оману щодо антиісламського характеру стрічки, оскільки спочатку фільм описували як пригодницький із назвою «Воїн пустелі» і за сценарієм в ньому не було пророка Мухаммеда, але пізніше під час дубляжу несподівано текст був змінений.
Зображення пророка, а особливо глузування з нього вважається дуже образливим у мусульманській культурі. Раніше неопубліковані карикатури пророка Мухаммеда, що надійшли на конкурс данської газети, спричинили хвилі заворушень у багатьох мусульманських країнах.

## Реакція на фільм

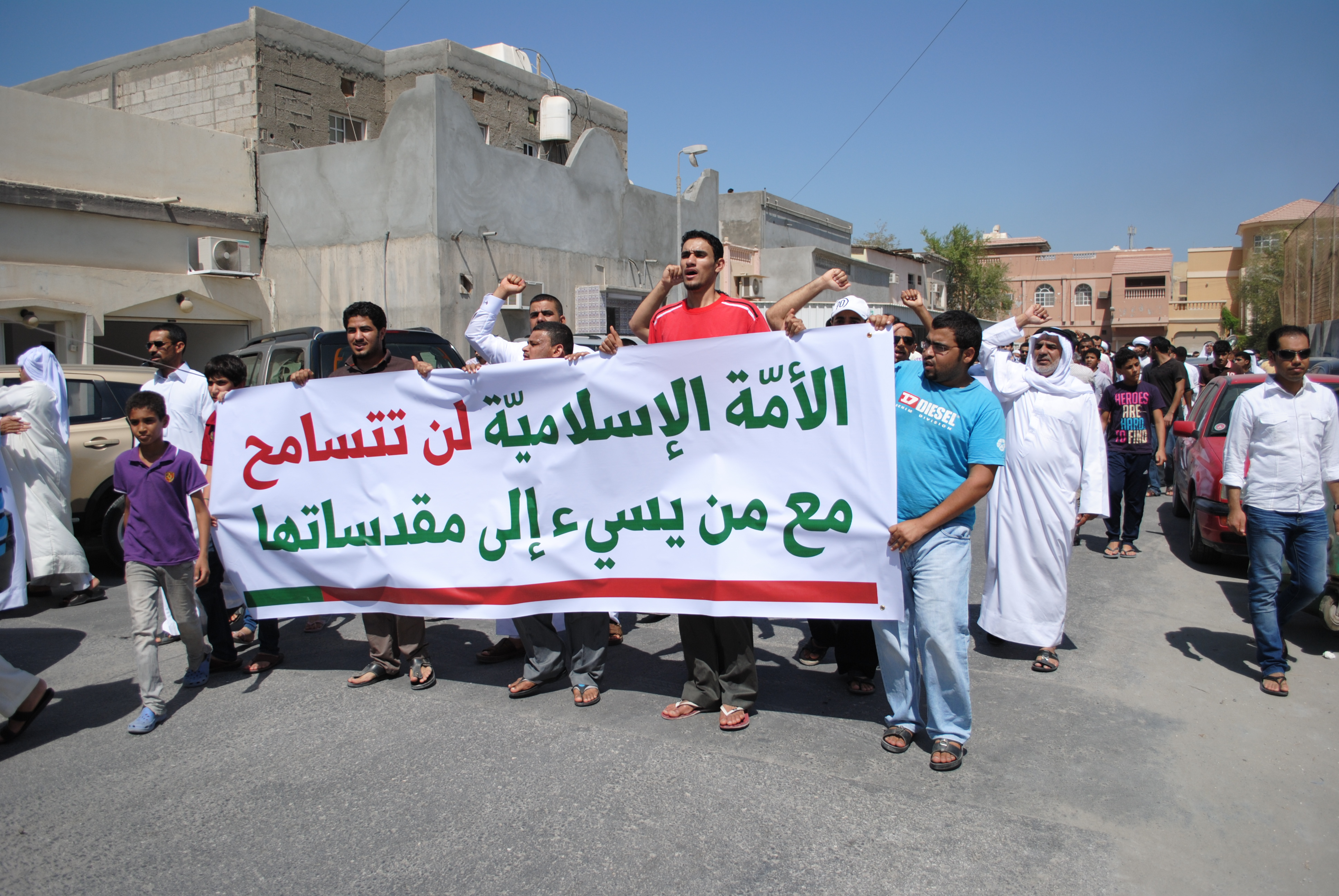
Протести проти фільму у мусульманському світі

Уривки з фільму «Невинність мусульман» з'явилися в інтернеті ще у липні 2012 року, у вересні про його існування повідомила одна з приватних телемереж Єгипту. Представник руху братів-мусульман країни закликав до акцій протесту перед посольством США у Каїрі, які також супроводжувалися нападами на будівлю дип. місії. Протягом наступних декількох днів протести проти фільму поширилися майже на всі країни Близького сходу, а також мали місце в Африці і навіть Австралії, які також супроводжувалися сутичками з поліцією та нападами на посольства США, Німеччини та Великої Британії.

### Афганістан
В Афганістані президент країни Хамід Карзай виступив з осудом фільму, назвав його «огидним актом осквернення ісламу та святотатства». Його супротивники, представники руху талібан натомість стверджували, що фільм був знятий за підтримки уряду США і закликали до повстання проти проамериканського президента країни.

### Лівія
Під час масових протестів та заворушень у Лівії 11 вересня 2012 року Президент США Барак Обама та ряд високопосадових американських чиновників називали цей фільм причиною спонтанної атаки на американське консульство в Бенгазі, де разом із трьома іншими громадянами США загинув посол США у Лівії Крістофер Стівенс.
Президент Лівії Мухаммед аль-Макріф у своєму виступі повідомив, що атака на американське консульство була заздалегідь спланована та підготовлена терористичними ісламістськими угрупуваннями на 11 вересня та не була пов'язана з фільмом.

### Пакистан
Демонстрації прокотилися майже усіма великими містами Пакистану. У Пешаварі, Ісламабаді та Карачі поліцейським довелося відкрити вогонь, аби захистити дипмісії США. Загинуло 2 людей, поранено більше 10.
21 вересня уряд Пакистану проголосив «Днем любові до пророка», день позначений вихідним і дозволені мирні акції протесту. Однак маніфестації переросли у безчинства. В Ісламабаді натовп спалив кінотеатр. За даними поліції загинула одна людина. Уряд США придбав в декількох пакистанських телеканалів за 70 тис. доларів США 30 секунд часу на показ звернення президента США Барака Обами та держсекретаря США Гілларі Клінтон, які нагадали, що лідери Сполучених Штатів не мають жодних стосунків до створення «Невинності мусульман». Насилля та демонстрації в країні це звернення не зупинило, акції протестів тривали протягом кількох днів.
Пізніше у Пакистані був закритий доступ до мережі YouTube.

### США
Президент США Барак Обама назвав «Невинність мусульман» «грубим і огидним», проте підкреслив, що ніякий фільм не може стати виправданням насильства. У своїй щорічній промові перед Генеральною асамблеєю ООН 25 вересня він заявив, що цей фільм — образа не тільки для мусульман, але й для Америки.

### Україна
В середу 27 вересня 2012 стало відомо про запланований в Сімферополі мітинг проти створеного в США фільму «Невинність мусульман». Проти цієї акції виступило Духовне управління мусульман Криму (ДУМК). Організатор акції — автономна мусульманська громада «Давет» («Запрошення»), яку пов'язують з Ісламською партією визволення, що вважається радикальною у деяких країнах. Флаєри із запрошенням взяти участь у мітингу поширюють в місцях компактного проживання кримських татар та біля мечетей півострова.
У Духовному управлінні мусульман виступають проти запланованого мітингу, бо вважають його піаром Ісламської партії визволення, яку в ДУМК називають сектою. 27 вересня на мітинг на вулиці Київській у Сімферополі зібралося близько тисячі людей. Представник Хізб ут-Тахріру закликав присутніх «захистити честь мусульман і Пророка Мухаммеда». Офіційних представників Муфтіяту Криму на мітингу нема, оскільки в Муфтіяті вважають, що фільм «Невинність мусульман» є організованою провокацією проти представників ісламу. Учасники мітингу тримають плакати з вимогою вжиття заходів щодо авторів і розповсюджувачів фільму і закликають до створення Всесвітнього халіфату.
На думку Муфтіяту Криму, заклики до проведення мітингів проти фільму «Невинність мусульман» йдуть від політичної партії та організації Хізб ут-Тахрір, що сповідує принципи ісламського фундаменталізму та виступає за відновлення Халіфату. Через поширювання екстремістських ідей ця організація заборонена у деяких країнах, зокрема, майже у всіх країнах ісламського світу. В Україні офіційно не зареєстрована, діє під прикриттям релігійної громади «Давет».

### Фільм на YouTube
У липні 2012 року на YouTube був розміщений 14-хвилинний трейлер фільму «Невинність мусульман», а у вересні того ж року була викладена версія цього відео, перекладена на арабську мову, після чого в багатьох мусульманських країнах пройшли численні акції протесту проти образи ісламу. Кульмінацією став напад на консульство США в лівійському місті Бенгазі 12 вересня 2012 року, під час якого був убитий американський посол. Того ж дня YouTube «зважаючи на виняткові обставини» заблокував доступ до фільму в Лівії та Єгипті, пізніше (після звернення місцевої влади) в Індії, Індонезії, Малайзії та Сингапурі. Разом з тим Google відповів відмовою на прохання адміністрації США переглянути статус відеоролика, заявивши, що він не порушує правил YouTube, оскільки спрямований проти ісламу, але не проти мусульман. В інших країнах, у тому числі мусульманських, доступ до відео тоді також залишився відкритим. У тому ж місяці через «Невинність мусульман» доступ до YouTube був повністю закритий в Саудівській Аравії, Судані, Ірані, Пакистані і Бангладеш.
17 вересня 2012 року Генпрокуратура РФ підготувала позовну заяву до суду про визнання «Невинності мусульман» екстремістським матеріалом; у той же день Роскомнадзор закликав усіх російських операторів зв'язку обмежити доступ до скандального фільму. Після цього ЗМІ повідомляли про обмеження доступу до YouTube в різних регіонах Росії. 19 вересня о протягом декількох годин YouTube був заблокований для абонентів компанії Ростелеком в Омську і Омській області — як пояснив оператор, на підставі розпорядження обласної прокуратури, яка рекомендувала місцевим операторам обмежити доступ до фільму «Невинність мусульман». Рядом операторів був тимчасово закритий доступ до YouTube в республіках Північного Кавказу і Ставропольському краї. Представники Google в Росії заявили, що готові заблокувати доступ до фільму в Росії у випадку, якщо російський суд визнає цей фільм екстремістським. 1 жовтня 2012 року це зробив Тверський суд Москви, задовольнивши заяву Генпрокуратури.

## Виноски
1. 1 2  'People have threatened to chop me up and kill me': Terror of actress who claims she was duped into making anti-Islam film — DMG Media, 2012. — ed. size: 1648853 — ISSN 0307-7578
2. ↑  http://bigstartrucking.com/innocence-of-muslims-english-subtitle.htm
3. ↑  http://en.titlovi.com/subtitles/innocence-of-muslims-154296/
4. ↑  http://www.thehindu.com/todays-paper/tp-national/tp-tamilnadu/shops-closed-in-melapalayam/article3934237.ece
5. ↑  
"Невинність мусульман" спричинала помсту. euronews. 14 вересня 2012. Архів оригіналу за 24 липня 2013. Процитовано 19 вересня 2012.
6. 1 2  
Антиамериканські протести охопили понад 20 країн. EuroNews. 18 вересня 2012. Архів оригіналу за 24 липня 2013. Процитовано 19 вересня 2012.
7. 1 2  Questions surround man behind anti-Islam film. Архів оригіналу за 12 вересня 2012. Процитовано 12 вересня 2012.
8. ↑  YouTube канал Sama Bacile. Архів оригіналу за 26 вересня 2012. Процитовано 21 вересня 2012.
9. ↑  How did obscure hate film earn global wrath?. Архів оригіналу за 19 вересня 2012. Процитовано 21 вересня 2012.
10. ↑  Nia Malika-Henderson Anti-Muslim film director in hiding, following Libya, Egypt violence [Архівовано 23 вересня 2012 у Wayback Machine.] // Washington Post, 12 September 2012
11. ↑  Продюсером фильма «Невиновность мусульман» стал пастор, сжегший Коран [Архівовано 5 березня 2014 у Wayback Machine.] // РИА Новости, 12.09.2012
12. ↑  К фильму, из-за которого разгромили посольства США в двух странах, оказались причастны пастор Джонс и «сто евреев» (ВИДЕО) [Архівовано 23 вересня 2012 у Wayback Machine.] // Newsru.com, 12.09.2012
13. ↑  Продюсером фільму Невинність мусульман став пастор, який спалив Коран. Архів оригіналу за 13 вересня 2012. Процитовано 12 вересня 2012.
14. ↑  Пустынные войны. Создателем антиисламского фильма оказался осужденный мошенник. Архів оригіналу за 20 вересня 2012. Процитовано 28 вересня 2012.
15. ↑  Заарештовано автора фільму «Невинність мусульман». Архів оригіналу за 1 жовтня 2012. Процитовано 28 вересня 2012.
16. ↑  Продюсер «Невинности мусульман» приговорен к году тюрьмы. Архів оригіналу за 9 листопада 2012. Процитовано 8 листопада 2012.
17. ↑  Акторка, яка зіграла у фільмі «Невинність мусульман», вимагає у суді від Youtube видалити його. Архів оригіналу за 9 жовтня 2012. Процитовано 28 вересня 2012.
18. ↑  Staff and crew of film that ridiculed Muslims say they were 'grossly misled'. Архів оригіналу за 13 вересня 2012. Процитовано 13 вересня 2012.
19. ↑  «Цікавим був також фурор з приводу карикатур на пророка Мухаммеда, опублікованих у данській газеті, Jyllands-Posten. Журнал провів конкурс карикатур (нібито щодо мусульманської нетерпимості) у вересні 2005 року. Протести, які спалахнули чотири місяці потому, викликало досьє, в якому містилися картинки, які журнал так і не опублікував.» (Чому вони не заспокояться: в основі мусульманського гніву часто лежить розбрат, а не божевілля [Архівовано 18 вересня 2012 у Wayback Machine.])
20. ↑  Anti-American fury over film hits Australia; protesters clash with police. Архів оригіналу за 16 вересня 2012. Процитовано 15 вересня 2012.
21. ↑  
Roger L Simon (29 жовтня 2012). Beyond Impeachment: Obama Treasonous over Benghazi. PJMedia. Архів оригіналу за 24 липня 2013. Процитовано 10 листопада 2012.
22. ↑  
Tim Cavanaugh (26 вересня 2012). Libyan President Confirms: Movie "had nothing to do with this attack." reason.com. Архів оригіналу за 24 липня 2013. Процитовано 10 листопада 2012.
23. ↑  
Dylan Stableford (26 вересня 2012). Libyan president: Benghazi attack was a ‘preplanned act of terrorism’. The Lookout. Yahoo! News. Архів оригіналу за 24 липня 2013. Процитовано 10 листопада 2012.
24. 1 2  .Пакистанці гніваються у День любові до пророка. EuroNews. 21 вересня 2012. Архів оригіналу за 24 липня 2013. Процитовано 22 вересня 2012.
25. ↑  
Протести тепер не лише антиамериканські, але й антифранцузькі. EuroNews. 21 вересня 2012. Архів оригіналу за 24 липня 2013. Процитовано 22 вересня 2012.
26. ↑  Фільм «Невинність мусульман» ображає не тільки мусульман, але і США — Обама
27. ↑  У Криму мітингуватимуть проти "Невинності мусульман". Бі-бі-сі. 27.09.2012.
28. ↑  Муфтіят Криму не організовував мітинг проти «Невинності мусульман» у Сімферополі. УкрІнформ.[недоступне посилання з липня 2019]
29. ↑  (англ.) Matt Bradley, Dion Nissenbaum. U.S. Missions Stormed in Libya, Egypt. [Архівовано 9 листопада 2013 у Wayback Machine.] — The Wall Street Journal, 12 вересня 2012 року.
30. ↑  (англ.) Matt Spetalnick, Hadeel Al Shalchi. Obama vows to track down ambassador's killers. [Архівовано 2 листопада 2013 у Wayback Machine.] — Reuters, 12 вересня 2012 року.
31. ↑  (англ.) Robert Mackey, Liam Stack. Obscure Film Mocking Muslim Prophet Sparks Anti-U.S. Protests in Egypt and Libya. [Архівовано 13 вересня 2012 у Wayback Machine.] — The Lede, 11 вересня 2012 року.
32. ↑  (англ.) Dawn C. Chmielewski. 'Innocence of Muslims': Administration asks YouTube to review video. [Архівовано 18 грудня 2013 у Wayback Machine.] — Los Angeles Times, 13 вересня 2012 року.
33. ↑  (англ.) Claire Cain Miller. Google Has No Plans to Rethink Video Status. [Архівовано 11 березня 2014 у Wayback Machine.] — The New York Times, 14 вересня 2012 року.
34. ↑  (англ.) Claire Cain Miller. As Violence Spreads in Arab World, Google Blocks Access to Inflammatory Video. [Архівовано 11 березня 2014 у Wayback Machine.] — The New York Times, 13 вересня 2012 року.
35. ↑  (англ.) Abdullah Shihri. YouTube blocked in Saudi to stop anti-Islam film. [Архівовано 12 грудня 2013 у Wayback Machine.] — The Associated Press, 18 вересня 2012 року.
36. ↑  (англ.) Sudan: Authorities Block Youtube Over Anti-Islam Film. [Архівовано 12 грудня 2013 у Wayback Machine.] — AllAfrica, 18 вересня 2012 року.
37. ↑  (англ.) John Ribeiro. YouTube blocked in Pakistan and Bangladesh over controversial video. [Архівовано 11 грудня 2013 у Wayback Machine.] — IDG News Service, 18 вересня 2012 року.
38. ↑  (рос.) Генпрокуратура обратится в суд по поводу фильма «Невинность мусульман». [Архівовано 11 грудня 2013 у Wayback Machine.] — Интерфакс, 17 вересня 2012 року.
39. ↑  (рос.) Роскомнадзор хочет запретить «Невиновность мусульман». [Архівовано 7 листопада 2012 у Wayback Machine.] — BBC News, Русская служба, 17 вересня 2012 року.
40. ↑  (рос.) В Омске полдня не работал YouTube — без «черных списков» и решений суда. — NEWSru.com, 18 вересня 2012 року.
41. ↑  (рос.) Ростелеком закрывал YouTube в Омской области по запросу прокуратуры. [Архівовано 10 грудня 2013 у Wayback Machine.] — РИА Новости, 19 вересня 2012 року.
42. ↑  (рос.) Ксения Бурменко, Алена Ларина. «Большая тройка» на Юге заблокировала доступ к Youtube. [Архівовано 12 грудня 2013 у Wayback Machine.] — Российская газета, 27 вересня 2012 року.
43. ↑  (рос.) Google готов заблокировать «Невинность мусульман» в России. [Архівовано 15 грудня 2013 у Wayback Machine.] — РБК, 28 вересня 2012 року.
44. ↑  (рос.) Суд запретил распространение в России фильма «Невинность мусульман». [Архівовано 11 грудня 2013 у Wayback Machine.] — Интерфакс, 1 жовтня 2012 року.
45. ↑  (рос.) «Теперь никто случайно в Сети на этот фильм не наткнется». [Архівовано 12 грудня 2013 у Wayback Machine.] — Коммерсантъ FM, 1 жовтня 2012 року.